# EWHL Super Cup 2019-2020
La EWHL Super Cup 2019-2020 è stata la nona edizione di questo torneo, organizzato dalla European Women's Hockey League.

## Partecipanti
Le partecipanti sono salite a nove. Anche in questa stagione non sono iscritte squadre svizzere. Le squadre tedesche sono tornate ad essere tre, grazie al ritorno dell'ERC Ingolstadt Damen. A queste si aggiungono cinque squadre provenienti dalla EWHL (Aisulu Almaty, KMH Budapest, MAC Budapest, Sabres Vienna e Eagles Salisburgo) e lo SKP Bratislava, che in passato aveva disputato la EWHL mentre dal 2018 ha deciso di partecipare solo alla EWHL Super Cup. Ha rinunciato alla partecipazione l'EV Bozen Eagles.

## Formula
Le squadre si affrontano in un girone di sola andata. Non è previsto il pareggio: in caso di parità al termine dei tempi regolamentari si procede con la disputa di un tempo supplementare con la regola della sudden death, ed eventualmente dai tiri di rigore.
La novità della stagione è rappresentata dalla disputa di una final four tra le prime quattro squadre classificate.

## Classifica
| Pos. | Società           | Stato                 | G | V | VOT | POT | P | Reti  | Diff. Reti | Punti |
| ---- | ----------------- | --------------------- | - | - | --- | --- | - | ----- | ---------- | ----- |
| 1.   | KMH Budapest      | Ungheria (bandiera)   | 8 | 6 | 2   | 0   | 0 | 34:13 | +21        | 22    |
| 2.   | ECDC Memmingen    | Germania (bandiera)   | 8 | 6 | 1   | 0   | 1 | 26:10 | +16        | 20    |
| 3.   | Planegg/Würmtal   | Germania (bandiera)   | 8 | 3 | 2   | 2   | 1 | 25:20 | +5         | 15    |
| 4.   | MAC Budapest      | Ungheria (bandiera)   | 8 | 4 | 0   | 0   | 4 | 24:16 | +8         | 12    |
| 5.   | Vienna Sabres     | Austria (bandiera)    | 8 | 3 | 0   | 2   | 3 | 24:33 | -9         | 11    |
| 6.   | SKP Bratislava    | Slovacchia (bandiera) | 8 | 2 | 1   | 2   | 3 | 18:25 | -7         | 10    |
| 7.   | Aisulu Almaty     | Kazakistan (bandiera) | 8 | 2 | 1   | 0   | 5 | 20:24 | -4         | 8     |
| 8.   | Ingolstadt        | Germania (bandiera)   | 8 | 1 | 1   | 2   | 4 | 15:21 | -6         | 7     |
| 9.   | Salisburgo Eagles | Austria (bandiera)    | 8 | 1 | 0   | 0   | 7 | 16:40 | -24        | 3     |

## Final four
La final four vide qualificarsi due squadre ungheresi (KMH e MAC) e due tedesche (Planegg e Memmingen). Il Memmingen tuttavia rinunciò, venendo sostituito dalla quinta classificata, il Vienna. Venne disputata a Budapest il 30 novembre e 1º dicembre 2019.

### Tabellone
|  | Semifinali      | Semifinali      | Semifinali      |                 |              | Finale          | Finale          | Finale          |  |
|  |                 |                 |                 |                 |              |                 |                 |                 |  |
|  | KMH Budapest    | KMH Budapest    | 4               |                 |              |                 |                 |                 |  |
|  | KMH Budapest    | KMH Budapest    | 4               |                 |              |                 |                 |                 |  |
|  | Vienna Sabres   | Vienna Sabres   | 1               |                 |              |                 |                 |                 |  |
|  | Vienna Sabres   | Vienna Sabres   | 1               |                 | KMH Budapest | KMH Budapest    | 4‡              |                 |  |
|  |                 |                 |                 |                 | KMH Budapest | KMH Budapest    | 4‡              |                 |  |
|  |                 |                 | Planegg/Würmtal | Planegg/Würmtal | 3            |                 |                 |                 |  |
|  | Planegg/Würmtal | Planegg/Würmtal | Planegg/Würmtal | Planegg/Würmtal | 3            | 4†              |                 |                 |  |
|  | Planegg/Würmtal | Planegg/Würmtal |                 |                 |              | 4†              |                 |                 |  |
|  | MAC Budapest    | MAC Budapest    | 3               |                 |              | Finale 3º posto | Finale 3º posto | Finale 3º posto |  |
|  | MAC Budapest    | MAC Budapest    | 3               |                 |              |                 |                 |                 |  |
|  |                 |                 |                 |                 |              |                 |                 |                 |  |
|  |                 |                 |                 |                 |              | Vienna Sabres   | Vienna Sabres   | 6†              |  |
|  |                 |                 |                 |                 |              | Vienna Sabres   | Vienna Sabres   | 6†              |  |
|  |                 |                 |                 |                 |              | MAC Budapest    | MAC Budapest    | 5               |  |

Legenda: † = partite terminate ai tempi supplementari; ‡= partite terminate ai tiri di rigore